# Róża Wiatrów
Róża Wiatrów – śródlądowy statek pasażerski, zbudowany w 1932 r. w stoczni Gustawa Fechtera w Królewcu. Mógł przewozić 181 pasażerów. Wyposażony w silnik o mocy 150 KM, należał do najszybszych statków pasażerskich pływających po jeziorach. Jego pierwsza nazwa to „Paul Fon Hindenburg”, jednak już w 1934 r. przemianowano go na „Jägerhöhe” („Myśliwskie wzgórza”). Stało się to na życzenie Hermanna Göringa, a kabina na dziobie została przeznaczona na jego prywatny użytek. Jego macierzystym portem było Węgorzewo. Pod koniec II wojny światowej został zatopiony, podobnie jak inne statki na Mazurach. Został wydobyty jeszcze w 1945 r., wyremontowany i przekazany Żegludze Mazurskiej w Giżycku (województwo warmińsko-mazurskie). Nosił wówczas nazwę „Świtezianka” i był wykorzystywany do celów turystyki masowej na jeziorach mazurskich. Ok. 1952 r. zmieniono jego nazwę na „Marceli Nowotko”, a później kolejno na „Łyna”, „Kaliningrad” i „Róża Wiatrów”. Z eksploatacji wycofano go pod koniec lat 80. XX wieku. Został sprzedany prywatnym inwestorom. Zacumowano go na jeziorze Krzywym, w pobliżu plaży miejskiej w Olsztynie, gdzie pewien czas służył jako pływający bar/restauracja lub takie jedynie były plany właściciela z I dekady XXI w. W II dekadzie XXI w. został wyremontowany, z przekształceniem w statek wycieczkowo-restauracyjny, i przeniesiony na jezioro Drawsko. Właścicielem zostało Muzeum Motoryzacji i Techniki w Otrębusach. Wodowanie zostało zapowiedziane na wiosnę 2017 r.

## Dane techniczne
- Budowa: 1932, Królewiec[2]
- Moc silnika: 150 KM[2]
- Wymiary: długość 27 m, szerokość 4 m, zanurzenie 1,80 m[potrzebny przypis]
- Liczba pokładów: 2
- Miejsc pasażerskich: 181[2]
- Port macierzysty: pierwotnie Węgorzewo[2], od 2017 r. Czaplinek[7][8]